# Blokhus (bygning)
Et blokhus er en lille fæstning, der normalt står af ét eller flere rum med skydeskår, der gør det muligt at skyde i alle retninger. De bliver normalt opført som isolerede bygninger, der tjente som et forsvarspunkt mod en fjende, der ikke har belejringsvåben og i moderne tid artilleri, luftvåben og krydsermissiler. En fæstning der skal kunne modstå disse våben bliver sandsynligvis mere i stil med en egentligt fæstning eller redoute, eller i moderne tid bunkere.
Et blokhus kan også betegne et enkelt rum i en større fæstning, normalt et batteri eller redoute.
Blokhuse har eksisteret siden antikkens Grækenland, hvor der bl.a. eksisterede et nær Mykene.
I Storbritannien er det første kendte eksempel Cow Tower i Norwich, der blev oipført i 1398.
Henrik 8. igangsætte et omfattende byggeri af kystforsvar fra 1539 til 1545 kaldet device Forts, der også kan betegnes som blokhuse..
På Malta opførte Johanniterordenen adskillige blokhus-fæstninger mellem 1714 og 1716.
Fra opdagelsestiden fra 1400-1500-tallet og indtil 1800-tallet blev der opført mange blokhuse til forsvar i grænseområder, særligt i Sydafrika, New Zealand, Canada, og USA.